# Акра, Дахук
Акре или Акра (курд. ئاکرێ   , арап. عقرة)  је град под спором у Ирачком Курдистану. Ирачка влада званично сматра да је део покрајине Нинава, док регионална влада Курдистана тврди да је део покрајине Дахук . Акре је познат по својим прославама Невруза .

## Етимологија
"Акра" има корен у курдској речи "Агир" што значи "ватра". 

## Историја
Град је изграђен у 7. веку пре нове ере и један је од најстаријих непрекидно насељених градова на свету. Медијци  су владали градом од 612. до 550. године пре нове ере у периоду који је познат као златно доба. Зороастријски принц Занд је био принц града.  Године 115. град је дошао под римску контролу под командом цара Трајана и он је поставио статуу победе у граду. Међутим, мештани су се брзо побунили и уклонили статуу. Године 1133. на град је извршио инвазију Имад ад-Дин Зенги из династије Зенгид који је уништио одбрамбени зид града. 
Курско плема Хумаиди су држали град у феудалном положају од 10. века, и тада, како наводи Јакут ал-Хамави град је био познат и као 'Акр ал-Хумаидиа . Шихаб ал-Умари у 14. веку је забележио присуство Јазиди племена Дасни. Пропадање Кнежевине Битлис из 1500-их омогућило је Бахдинану да заузме Акре и околину око 1700-их. Бахдинан је изгубио град од емира Мухамеда Кора из Соранског Емирата 1833. године. Током Бахдинанског доба града доживео је значајан културни и економски развој и изградњу. Градски зид је такође обновљен алабастером . Међутим, током 18. века, град је постао жртва разних војних кампања из Соранског Емирата који су на крају заузели град 1833. Град је потом заузет од стране Османлија 1842. године због свог стратешког положаја и наставио је да буде под османском влашћу до 1918. године. Током овог периода, град је био део Мосулског вилајета и био је насељен хришћанима, Јеврејима и муслиманима . 

### 20. век
По попису из 1924. године 90,4% становништва чинили су Курди, док се тај број смањио на 64,7% 1931. године  Године 1947. 90% становништва су били Курди.